# خوان مینوخین
خوان مینوخین (انگلیسی: Juan Minujín؛ زادهٔ ۲۰ مهٔ ۱۹۷۵) بازیگر، کارگردان فیلم، نویسنده اهل آرژانتین است. وی از سال ۱۹۸۳ میلادی تاکنون مشغول فعالیت بوده‌است.
از فیلم‌ها یا برنامه‌های تلویزیونی که وی در آن نقش داشته است، می‌توان به ۲+۲ و تمرکز اشاره کرد.